# Love My Life (manga)
Love My Life (ラブマイライフ?, Rabu Mai Raifu), è un manga di Ebine Yamaji, che, attraverso la storia personale di Ichiko, dà uno spaccato a tutto tondo dell'universo dell'omosessualità, in Giappone. Per il modo in cui affronta il tema, senza mezze misure, ma da un punto di vista raramente obiettivo, il manga è stato nominato al Festival di Angoulême del 2005, nella categoria "miglior opera prima".
Del manga è stato anche tratto un film omonimo, uscito nelle sale giapponesi nel 2006.
A una prima edizione in lingua italiana nel 2005 a cura di Kappa Edizioni, ne è seguita una rinnovata a cura di Dynit nel 2019 all'interno della collana Showcase.

## Trama
Love My Life racconta le vicende della vita di Ichiko quando quest'ultima decide di confessare a suo padre, traduttore di libri americani, la sua recente relazione con Eri, una ragazza sua coetanea e studentessa presso la facoltà di Legge. Quel che Ichiko non può in alcun modo aspettarsi è che alla sua confessione con il padre ne fa seguito un'altra, questa volta da parte del genitore: anche lui, infatti, è gay, così come lesbica era la defunta madre di Ichiko. Insieme, i due genitori avevano deciso di sposarsi ed avere una figlia per provare a costruire insieme una vera e propria famiglia.
Con la doppia rivelazione, la trama si sposta ad indagare l'universo giapponese e il modo in cui il mondo orientale si rapporta con l'omosessualità, sfruttando come pretesti i diversi personaggi più o meno secondari del manga. Attraverso gli occhi di Take-chan, migliore amico (anch'egli omosessuale) di Ichiko si scoprono i problemi dell'accettazione e di tutto ciò che il coming out può comportare.
E per concludere, attraverso gli occhi delle protagoniste, trapela invece quel senso di speranza e positività per il futuro che rende Love My Life un lavoro del tutto atipico, lontano dagli schemi tipici degli yuri del passato.